# Parterre
Parterre er en formel havekonstruktion i jordniveau som består af bed, der er kantet af sten eller tætklippede hække og gruslagte stier i et mønster som danner et smukt, og som regel symmetrisk mønster. Det behøver ikke at bestå af blomster. Ordet parterre kommer fra fransk og betyder "på marken".
Parterren udvikledes oprindeligt i franske renæssancehaver fra det 15. århundrede, som for eksempel i tilknytning til slottet i Versailles. Mange har efterlignet disse haver, for eksempel i haven ved Kensington Palace eller haven ved Belvedere. For at få det bedst mulige udsyn over haven, måtte man stå på en terrasse eller balkon.
Slotshaven ved Frederiksborg Slot er et eksempel på en parterre efter engelsk forbillede.
Med tiden forsvandt havetypen og blev erstattet af landskabshaverne, hvor naturen kom mere til sin ret. Men i det 19. århundrede kom havetypen tilbage, dengang med blomster som blev plantet ud hvert år, hvor også farverne blev fremhævet.

## Udvikling af en parterre
- Parterre med grusgange og havebede, der er klar til plantning.
- Tre måneder efter plantning.
- 18 måneder efter plantning.